# Euxanthe trajanus
Euxanthe trajanus is een vlinder uit de familie van de Nymphalidae. De wetenschappelijke naam van de soort is, als Godartia trajanus, voor het eerst geldig gepubliceerd in 1871 door Ward.